# Chapelle Notre-Dame-du-Mai
La chapelle Notre-Dame-du-Mai ou Notre-Dame-de-Bonne-Garde (aussi appelée localement la Bonne Mère) est le nom d'un édifice religieux situé à 352 mètres d'altitude, au point culminant du massif du Cap-Sicié, sur la commune de Six-Fours-les-Plages.

## Situation géographique
La chapelle est située au point culminant du massif du Cap-Sicié, sur la commune de Six-Fours-les-Plages, d'où l'on profite d'une vue panoramique exceptionnelle. On peut admirer les îles d'Hyères, la presqu'île de Giens mais également la rade de Toulon qui s'étale au pied du Coudon, de la chaîne du mont Faron, le mont Caume, le Baou de Quatre Ouro et le Gros-Cerveau. Il y règne un climat sec et ensoleillé. 

## Historique
Vers le début du XIVe siècle : la présence d’un feu de garde ou « farot »,  destiné à prévenir les habitants de la région de la présence de navires suspects susceptibles de menacer la côte d’incursions de pirates ou barbaresques, est attestée au sommet de la « montagne de Sicié » (360 m) par un document aux archives départementales des Bouches-du-Rhône datant de 1302 et par un document aux archives de la mairie de Six-Fours, (dont le texte a été reproduit sur une plaque au pied de cette tour de garde, devant la chapelle). Le nombre de feux allumés indiquait le nombre de navires en vue. La tour est construite en 1589 et une cabane destinée à protéger les gardiens est accolée à la tour.
En 1625, la foudre frappe la cabane du gardien, et touche aussi partiellement la tour, le gardien est miraculeusement épargné. Cet événement affecte la confrérie des pénitents du vieux Six-Fours. Ils décident de mettre la montagne sous la protection du Seigneur en y faisant implanter une croix, appuyés par Jacques Lombard, curé de la paroisse de Six-Fours.
À la suite de cette implantation, effectuée au cours d’une procession solennelle, des fonds furent recueillis, qui permirent la construction d'une première chapelle sous le nom de Notre-Dame-de-Bonne-Garde. Cette chapelle suscita très vite une grande dévotion. La garde contre les pirates continua, souvent simplement effectuée par l'ermite qui était logé dans la chapelle. En 1633, la chapelle est agrandie, Un ermitage et une citerne y sont installés. Au XIXe siècle, l'abbé Granet augmente les dimensions de la chapelle d'une travée, et le curé Paul qui crée une terrasse d'accès
Vers 1937, le chœur est orné de 4 grandes toiles, réalisées  par le peintre Dieudonné Jacobs, ils représentent 4 épisodes de la vie de la Vierge.
Il s'agit également du lieu de tournage du final de la saison 2 de la série télévisée Mafiosa .
- Vues des environs de Notre-Dame-du-Mai

## Caractéristiques
Dans le secret de la petite chapelle, au sommet du cap Sicié, plusieurs centaines d'ex-votos viennent témoigner de l'amour et de la reconnaissance des croyants pour Notre-Dame-de-Bonne-Garde, dite Notre-Dame-du-Mai. On y trouve des tableaux, des tapisseries, des plaques de marbre, des textes encadrés, des maquettes de bateaux, autant d'objets offerts en conséquence d'un vœu.

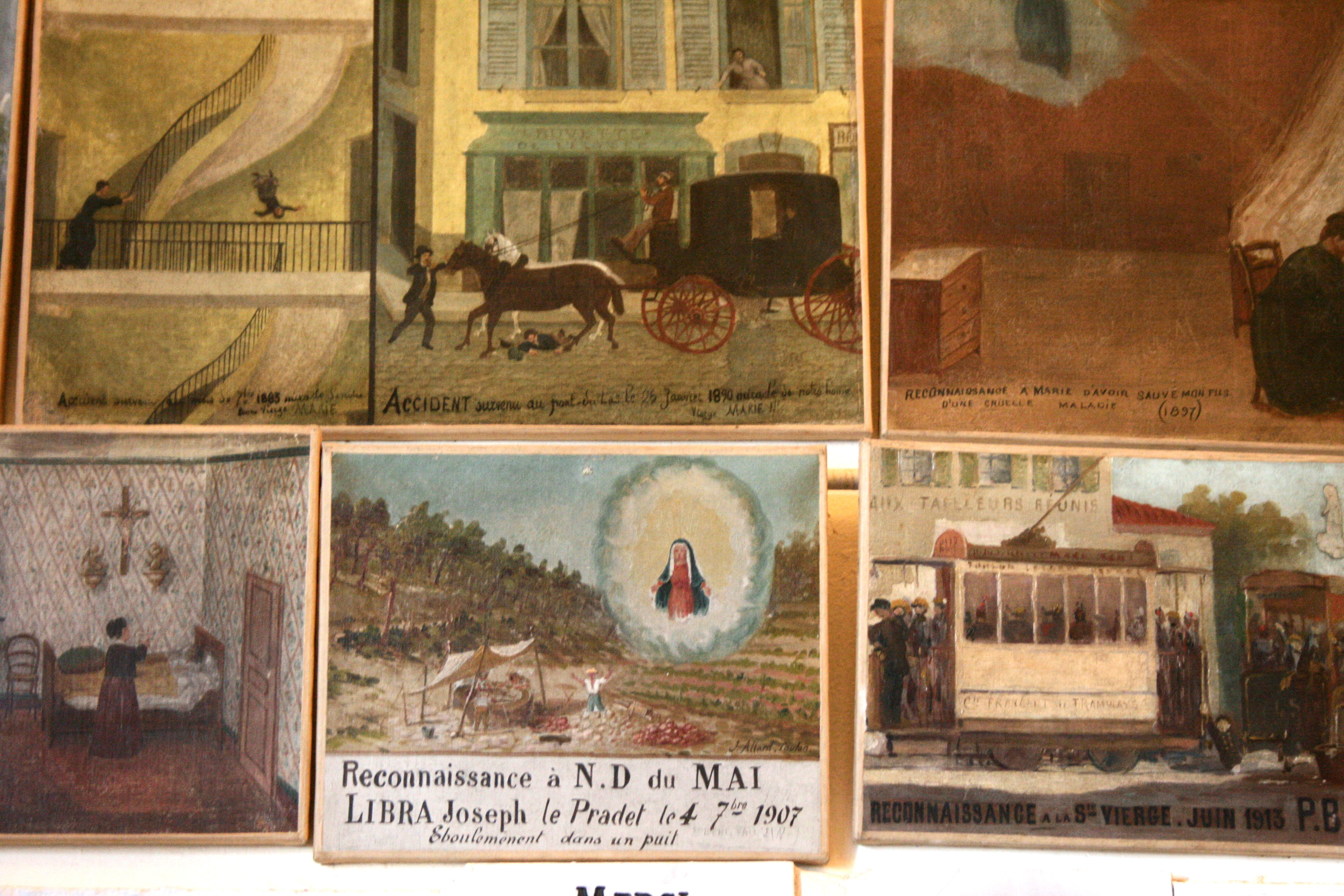
Ex-votos

On distingue trois catégories d'ex-votos. Les plus nombreux sont les plaques de marbre, on en dénombre environ 650. La seconde catégorie comprend environ une centaine d'ex-votos divers contenant du texte encadré et comportant un élément éventuel d’ornementation (bouquets de fleurs séchées, tapisseries, cheveux, photographies, etc.). La troisième catégorie est celle des tableaux ou tableautins (compte tenu de leurs dimensions généralement modestes). Ces tableaux  peuvent être subdivisés en deux types : d’une part ceux qui sont une représentation générale de la Vierge, du Christ, ou de saints,  et d’autre part ceux qui représentent un événement précis que le donateur a voulu perpétuer en peignant, dessinant lui-même ou en confiant à un artisan ou artiste professionnel la réalisation du tableau. C’est, sans doute, la forme d’ex-voto la plus intéressante, car au témoignage de la foi s'ajoute un témoignage sur la vie de nos ancêtres, leur habitat, leurs moyens de transport, leur habillement, etc. Ils ne représentent toutefois ici qu’environ 75 ex-votos sur un total de près de 900.

## Liturgie
D'octobre  à avril, une messe est célébrée en général tous les premiers samedis de chaque mois à 10 heures. Des exceptions sont cependant possibles, il est donc toujours plus prudent de s’assurer que des changements n’ont pas eu lieu en s’adressant à la paroisse. Le lundi de Pâques et le 14 septembre, une messe est également célébrée à 10 heures, tout comme le 15 août à 17 heures. ==
Au mois de mai, tous les jours de la semaine les cérémonies suivantes sont organisées 
- messe à 16 heures ;
- chapelet à 15 heures ;

Les dimanches et jours de fête (hors 1er mai), les cérémonies suivantes se tiennent à la chapelle:
- messes à 10 heures et 16 heures ;

## Magasin d'objets de piété
Un magasin d'objets de piété, contigu à la chapelle, permet aux pèlerins d'effectuer des offrandes à la Bonne Mère, sous forme de lumignons (ils ont été préférés aux cierges en raison de la dégradation rapide des peintures par la fumée de ces derniers), de chapelets, croix, médailles, etc.
On peut aussi y trouver quelques souvenirs de la chapelle : cartes postales, opuscule sur l'historique de la chapelle par Jouglas, résumé historique dans des plaquettes en français, anglais, allemand et italien. D'autres plaquettes concernant le chemin des oratoires et les ex-votos de la chapelle, des reproductions de dessins signés Davin sur les oratoires et la chapelle sont également disponibles.